# Carlos González Espínola

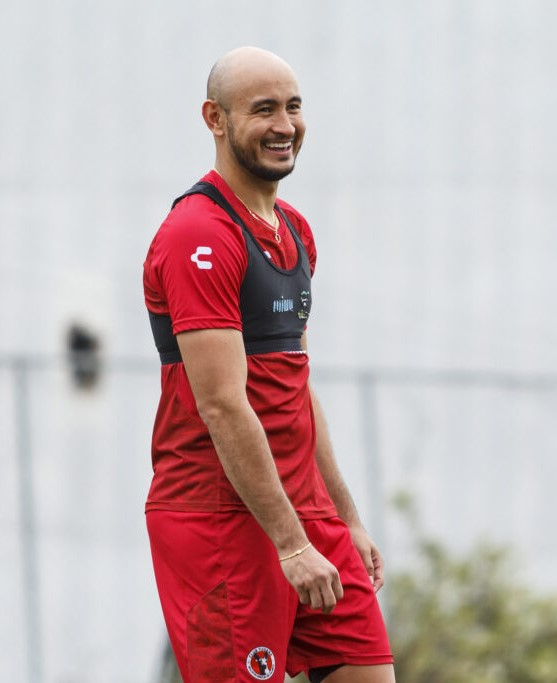
Carlos Gonzalez

Carlos Gabriel González Espínola (* 4. Februar 1993 in Villarrica), auch bekannt unter dem Spitznamen Cocoliso, ist ein paraguayischer Fußballspieler auf der Position eines Stürmers.

## Karriere
Nachdem González seine fußballerische Ausbildung bei seinem Heimatverein Club Nacional erhalten hatte, wechselte er 2013 zum chilenischen Zweitligisten CD Magallanes, dem großen Pionier des chilenischen Fußballs.
Nach anderthalb Jahren erhielt er einen Vertrag beim chilenischen Erstligisten CD Santiago Wanderers, bei dem er nahezu das komplette Kalenderjahr 2015 verbrachte. Nach weiteren Stationen in der höchsten chilenischen Spielklasse, die er beim CD San Marcos de Arica und beim CD Huachipato verbrachte, wechselte González in die mexikanische Liga MX zum Club Necaxa, mit dem er in der Clausura 2018 die Copa México gewann. 
Anschließend stand González zweieinhalb Jahre bei den UNAM Pumas unter Vertrag, ehe er für die Clausura 2021 einen neuen Vertrag von den UANL Tigres erhielt, die auf der Suche nach einem geeigneten Sturmpartner für ihren französischen Star André-Pierre Gignac waren. Bei der im Februar 2021 ausgetragenen FIFA-Klub-Weltmeisterschaft 2020 ging das Konzept insoweit auf, als González im Halbfinale gegen die Palmeiras São Paulo den Strafstoß herausholte, den Gignac anschließend zum 1:0-Sieg verwandelte, der die Mexikaner erstmals in ein Finale um die FIFA-Klub-Weltmeisterschaft brachte.

## Nationalmannschaft
González bestritt sein erstes Länderspiel in einem am 26. März 2019 ausgetragenen Testspiel gegen Mexiko, welches 2:4 verloren wurde. 2021 war er Teil des Kaders, welcher an der Copa América 2021 teilnahm. Im Zuge des Turniers bestritt er fünf Einsätze, dabei stand er zwei Mal in der Startelf.